# Monaster Daniłowski
Monaster Daniłowski, monaster św. Daniela Słupnika – najstarszy prawosławny klasztor w Moskwie, rezydencja patriarchy Moskwy i całej Rusi oraz siedziba Świętego Synodu Rosyjskiego Kościoła Prawosławnego.
Monaster został założony w 1282 (według innych danych – między 1298 a 1300) przez księcia Daniela Moskiewskiego. Pierwszym obiektem sakralnym na miejscu dzisiejszego klasztoru była cerkiew św. Daniela Słupnika, patrona fundatora. Według tradycji Daniel Moskiewski na krótko przed śmiercią złożył w monasterze śluby mnisze i został w 1303 w nim pochowany na cmentarzu dla zakonników.
W 1330 z inicjatywy Iwana Kality zakonnicy klasztoru przenieśli się nowo wybudowanej siedziby w obrębie Kremla moskiewskiego, nazwanej monasterem Spasskim. Zabudowania Monasteru Daniłowskiego, porzucone, uległy stopniowej dewastacji. Nadal czynna była jedynie cerkiew św. Daniela Słupnika. Odrodzenie klasztoru zainicjował Iwan IV Groźny, który ufundował dla monasteru nowy sobór pod wezwaniem Świętych Ojców Siedmiu Soborów Powszechnych (istniejący do I połowy XVIII w.).
W 1591 w pobliżu zabudowań klasztornych miała miejsce bitwa wojsk moskiewskich z oddziałami Ğazı II Gireja. Piętnaście lat później pod murami klasztoru wojska Wasyla IV Szujskiego pokonały oddziały Iwana Bołotnikowa. W 1652 w monasterze odbyła się kanonizacja jego fundatora, połączona z uroczystym przeniesieniem relikwii z cmentarza klasztornego do głównego soboru. Pod koniec XVII wieku wokół zabudowań monasterskich wzniesiono mur obronny z siedmioma basztami i bramą wjazdową połączoną z dzwonnicą, na której zawieszono 17 dzwonów. W 1771 większość zakonników klasztoru zmarła w czasie epidemii.
W 1812 wojska napoleońskie po zdobyciu Moskwy splądrowały klasztor, zabierając m.in. cenną dekorację raki z relikwiami św. Daniela Moskiewskiego. W 1817 relikwie zostały w związku z tym przeniesione do nowego sarkofagu. W 1838 na potrzeby monasteru został wzniesiony nowy sobór pod wezwaniem Trójcy Świętej, mogący pomieścić jednorazowo 3000 uczestników nabożeństwa.
W okresie bezpośrednio poprzedzającym rewolucję październikową znaczenie monasteru jako ośrodka religijnego było niewielkie. Wzrosło jednak znacząco po likwidacji przez władze bolszewickie innych klasztorów. W 1918 w monasterze założono szkołę teologiczną, która istniała do aresztowania jej kierownictwa, przez kilka lat. Klasztor pozostawał jednak czynny jeszcze przez 12 lat i został de facto zamknięty przez władze stalinowskie jako jeden z ostatnich monasterów Moskwy (oficjalnie władze zlikwidowały go już w 1918). w latach 20. XX wieku Monaster Daniłowski był ośrodkiem tzw. „opozycji daniłowskiej” – grupy hierarchów i mnichów Rosyjskiego Kościoła Prawosławnego opowiadającej się za zdecydowanie antybolszewicką postawą Kościoła. Jej liderem był ostatni zwierzchnik monasteru przed jego zamknięciem, biskup Teodor (Pozdiejewski). Z klasztorem był również związany późniejszy święty nowomęczennik, starzec Jerzy (Ławrow).
Po zamknięciu monasteru został w nim urządzony obóz przejściowy dla dzieci ofiar represji politycznych w ZSRR, z których część zmarła z powodu złych warunków sanitarnych i chorób. Działał on do 1983. W wymienionym roku zdewastowany Monaster Daniłowski został zwrócony Rosyjskiemu Kościołowi Prawosławnemu. Był to pierwszy klasztor na terenie Moskwy, który po okresie prześladowań ponownie przejęła Cerkiew. Pierwszym przełożonym monasteru po jego reaktywacji został archimandryta Eulogiusz (Smirnow). Prace renowacyjne w obiektach monasterskich trwały pięć lat; w tym okresie wzniesiono w nim również dwie nowe cerkwie.
W czasie kryzysu konstytucyjnego w 1993 reprezentanci prezydenta Borysa Jelcyna i parlamentu przeprowadzili w monasterze w obecności patriarchy Aleksego II negocjacje, jednak wypracowane wówczas porozumienie pozostało w mocy jedynie przez kilka godzin. 
W monasterze została urządzona rezydencja patriarchów moskiewskich i całej Rusi. Na terenie klasztoru działa również Święty Synod Rosyjskiego Kościoła Prawosławnego oraz Oddział Stosunków Zewnętrznych Cerkwi.
W skład kompleksu budynków klasztoru wchodzą następujące świątynie:
- Sobór Trójcy Świętej
- Cerkiew Świętych Ojców Siedmiu Soborów Powszechnych
- Cerkiew nadbramna św. Szymona Słupnika
- Cerkiew św. Serafina z Sarowa
- Cerkiew Wszystkich Świętych Rosyjskich (cerkiew domowa w części stanowiącej rezydencję patriarchy Moskwy i całej Rusi)
- Cerkiew św. męczennika metropolity kijowskiego Włodzimierza i wyznawców rosyjskich (w budowie)